# Dariusz Łukowski
Dariusz Łukowski (ur. 8 stycznia 1964 w Koszalinie) – generał broni Wojska Polskiego. Zastępca Szefa Sztabu Generalnego Wojska Polskiego (2019–2020). Doradca szefa Biura Bezpieczeństwa Narodowego (2020–2021), a w latach 2021–2022 dyrektor Departamentu Zwierzchnictwa nad Siłami Zbrojnymi w Biurze Bezpieczeństwa Narodowego. W latach 2022–2025 zastępca szefa Biura Bezpieczeństwa Narodowego, a w 2025 szef tejże instytucji.

## Wykształcenie
- 1988 – Wojskowa Akademia Techniczna – magister inżynier elektronik;
- 1990 – Akademia Obrony Narodowej – operacyjno-taktyczny kurs integracji z NATO;
- 1991 – Szkoła NATO w Oberammergau, Niemcy – kurs współpracy w dziedzinie bezpieczeństwa europejskiego;
- 1996 – Uniwersytet Warszawski – studia podyplomowe w zakresie administracji;
- 1997 – Akademia Obrony Narodowej – kurs logistyki ONZ;
- 1997 – Holandia, Brunssum – kurs terminologii wojskowej języka angielskiego AFCENT;
- 2000 – Szkoła Logistyki NATO w Akwizgranie – Niemcy – kurs logistyczny;
- 2000 – Belgia – Shape – Mons – kurs LOGREP;
- 2008 – Uniwersytet Obrony Narodowej USA – Waszyngton – Wyższe Studium Polityki Obronnej;
- Ośrodek Doskonalenia Kadr Technicznych – kurs „Podstawowe Zagadnienia Normalizacji”;
- Departament Dostaw Uzbrojenia i Sprzętu Wojskowego – kurs w zakresie zarządzania zasobami logistycznymi;
- 2022 – doktorat na Politechnice Poznańskiej – doktor nauk inżynieryjno-technicznych w dyscyplinie inżynieria środowiska, górnictwo i energetyka[5].

## Kariera zawodowa
- 1983-1988 – Wojskowa Akademia Techniczna – słuchacz;
- 1988-1988 – Wojskowy Instytut Techniczny Uzbrojenia – inżynier;
- 1988-1989 – 61 Brygada Artylerii Wojsk Obrony Przeciwlotniczej – dowódca plutonu;
- 1989-1990 – Wojskowy Instytut Techniczny Uzbrojenia – inżynier;
- 1989-1993 – Szefostwo Służby Uzbrojenia i Elektroniki – specjalista oddziału remontów;
- 1993-1995 – Zarząd XIV Sztabu Generalnego Wojska Polskiego – starszy specjalista;
- 1996-2000 – Zarząd XIV Sztabu Generalnego Wojska Polskiego – starszy oficer;
- 2000-2002 – Generalny Zarząd Logistyczny P4 – starszy specjalista;
- 2002-2004 – Generalny Zarząd Logistyczny P4 – zastępca szefa oddziału;
- 2004-2005 – Generalny Zarząd Logistyczny P4 – główny specjalista;
- 2005-2006 – Wielonarodowa Dywizja Centrum-Południe w Iraku w ramach V zmiany PKW Irak – szef logistyki;
- 2006-2007 – Generalny Zarząd Logistyczny P4 – główny specjalista;
- 2007-2008 – Generalny Zarząd Logistyczny P4 – szef zarządu planowania logistycznego;
- 2008-2009 – 1 Brygada Logistyczna – dowódca brygady;
- 2009-2010 – VI i VII zmiana PKW ISAF w Republice Afganistanu – zastępca szefa sztabu ISAF Joint Command (IJC);
- 2010-2011 – 1 Brygada Logistyczna – dowódca brygady;
- 2011-2014 – Inspektorat Wsparcia Sił Zbrojnych – zastępca szefa – szef logistyki;
- 17 sierpnia 2014 – 4 marca 2016 – Zarząd Planowania Logistyki P4 – szef zarządu;
- 5 marca 2016 – 1 lipca 2019 – Szef Inspektoratu Wsparcia Sił Zbrojnych[6];
- 1 lipca 2019 – 9 listopada 2020 – Zastępca Szefa Sztabu Generalnego Wojska Polskiego;
- 9 listopada 2020 – 3 lutego 2021 – Doradca Szefa Biura Bezpieczeństwa Narodowego;
- 3 lutego 2021 – marzec 2022 – Dyrektor Departamentu Zwierzchnictwa nad Siłami Zbrojnymi w BBN (wcześniej p.o. dyrektora)
- od marca 2022 do lutego 2025 – Zastępca Szefa BBN
- od 4 lutego 2025 do 7 sierpnia 2025 – Sekretarz Stanu, Szef Biura Bezpieczeństwa Narodowego

## Awanse
- podporucznik – 1987
- porucznik – 1990
- kapitan – 1994
- major – 1998
- podpułkownik – 2002
- pułkownik – 2004
- generał brygady – 8 listopada 2008[7].
- generał dywizji – 8 sierpnia 2018[8].
- generał broni – 14 sierpnia 2023[9].

## Odznaczenia
- 1992 – Brązowy Krzyż Zasługi
- 1993 – Brązowy Medal „Za zasługi dla obronności kraju”
- 1997 – Brązowy Medal „Siły Zbrojne w Służbie Ojczyzny”
- 1998 – Srebrny Medal „Za zasługi dla obronności kraju”
- 2003 – Srebrny Krzyż Zasługi[10]
- 2005 – Złoty Medal „Za zasługi dla obronności kraju”
- 2011 – Gwiazda Iraku
- 2011 – Gwiazda Afganistanu
- 2013 – Wojskowy Krzyż Zasługi z Mieczami
- 2015 – Krzyż Kawalerski Orderu Odrodzenia Polski[11].
- 2017 – Krzyż 95-lecia Związku Inwalidów Wojennych RP
- Srebrny Medal za Długoletnią Służbę
- Medal NATO
- Medal Pamiątkowy Wielonarodowej Dywizji Centrum-Południe w Iraku
- Medal „W służbie Bogu i Ojczyźnie”
- Odznaka Honorowa Wojsk Lądowych
- Odznaka pamiątkowa SG WP
- Army Commendation Medal – Stany Zjednoczone